# Lazharia (distrito)
Lazharia é um distrito localizado na província de Tissemsilt, Argélia. Sua capital é a cidade de mesmo nome. A população total do distrito era de 19 773 habitantes, em 1998.[carece de fontes?]

## Comunas
O distrito está dividido em três comunas:
- Lazharia
- Boucaid
- Larbaa